# Christer Johansson
Christer Johansson (né le 11 novembre 1950) est un ancien fondeur suédois.

## Palmarès

### Jeux Olympiques
| Épreuve / Édition | Innsbruck 1976 |
| 30 km             | 21e            |
| 4 × 10 km         | 4e             |

### Championnats du monde
| Épreuve / Édition | Lahti 1978 |
| 4 × 10 km         | Or         |